# Соціалістична Україна (партія)
Партія «Соціалістична Україна» — політична партія України.

## Історія
«Соціалістична Україна» була створена 15 вересня 2004 року як Партія «Народний вибір» на Установчому партійному з'їзді у місті Харків. Зареєстрована Міністерством юстиції України 23 грудня 2004 року (реєстраційний номер 103-п.п.).
Перший керівник партії — В.Близнюк. Місцем знаходження центральних статутних органів було місто Харків.
Головною метою партії було проголошено сприяння втіленню у життя народного суверенітету, що базується на конституційному положенні про те, що єдиним джерелом влади в Україні є український народ. Основними завданнями — сприяння розробці та прийняттю ефективних законодавчих актів України, що відповідають та слугують досягненню мети створення та діяльності партії; участь у розвитку громадянського суспільства, політичної культури; сприяння проведенню в Україні прогресивних реформ, спрямованих на реальне перетворення України у правову, соціальну, демократичну державу та її інтеграцію до світового співтовариства; сприяння виробленню державної політики, розробці та впровадженню у життя проектів з державного будівництва та економічних реформ, що дозволяють втілити принцип народного суверенітету.
У 2002 р. партія брала участь у виборах народних депутатів України у багатомандатному окрузі у складі Виборчого блоку політичних партій «Єдність». Депутатських мандатів представники блоку не отримали.
На ІІ з'їзді партії, що відбувся 24 вересня 2005 р., було прийнято рішення про перевибори керівних органів (головою партії обрано В.Гошовського), внесено зміни до статуту та програми, а також змінено назву партії на Партія «Соціалістична Україна».
15 грудня 2005 року на ІІІ з'їзді партії було затверджено нову редакцію програми партії.
У 2006 року партія взяла участь у виборах народних депутатів України у багатомандатному виборчому окрузі у складі Виборчого блоку політичних партій «ЗА СОЮЗ».
За результатами голосування представники блоку до парламенту не потрапили.
18 грудня 2011 року на об'єднавчому з'їзді п'яти політичних сил партія заявила про приєднання до Соціалістичної партії України.